# Capromins
Els capromins (Capromyinae) són una subfamília de rosegadors de la família de les huties (Capromyidae). Fou descrita el 1842 pel naturalista britànic Charles Hamilton Smith (1776-1859), juntament amb la família Capromyidae.
A part de les espècies de Geocapromys, tots els representants d'aquest grup són endèmics de Cuba. Alguns capromins estan en perill d'extinció i fins i tot possiblement extints, segons la Unió Internacional per a la Conservació de la Natura.